# 阿维格多·利伯曼
阿维格多·利伯曼（希伯來語：אביגדור ליברמן，發音：[aviɡˈdor ˈliberman] ⓘ；1958年7月5日—），以色列政治人物，出生于前苏联。现任以色列国会议员。 曾任外交部长、財政部長、國防部長。他是以色列我们的家园党的创始人之一，也是该党的现任领导人。

## 生平
1958年7月，生于前苏联摩尔多瓦基希讷乌。1999年，首次当选国会议员。先后任以色列基础建设部部长，交通部部长，战略部部长，以色列副总理，以色列外交部长。

## 荣誉
- 荣誉勋章（摩尔多瓦，2008年）[3]